# Cantone di Saint-Sauveur-sur-Tinée
Il Cantone di Saint-Sauveur-sur-Tinée era una divisione amministrativa dell'arrondissement di Nizza.
A seguito della riforma approvata con decreto del 24 febbraio 2014, che ha avuto attuazione dopo le elezioni dipartimentali del 2015, è stato soppresso.

## Composizione
Comprendeva 8 comuni:
- Clans
- Ilonse
- Marie
- Rimplas
- Roubion
- Roure
- Saint-Sauveur-sur-Tinée
- Valdeblore